# Mistrzostwa Polski w Boksie 1984
55. Mistrzostwa Polski w boksie mężczyzn odbyły się w dniach 13-20 maja 1984 roku w Słupsku.

## Medaliści
| Kategoria:                        | Złoto:                               | Srebro:                                    | Brąz:                                                                      |
| waga papierowa (do 48 kg)         | Henryk Pielesiak (Gwardia Łódź)      | Ryszard Majdański (Stal-Stocznia Szczecin) | Janusz Starzyk (Walka Zabrze) Stefan Zając (Wisła Tczew)                   |
| waga musza (do 51 kg)             | Zbigniew Raubo (Legia Warszawa)      | Sławomir Forsztek (Czarni Słupsk)          | Krzysztof Lipkowski (Victoria Jaworzno) Henryk Sienkiewicz (Czarni Słupsk) |
| waga kogucia (do 54 kg)           | Sławomir Zapart (Błękitni Kielce)    | Tomasz Krupiński (Czarni Słupsk)           | Jan Urbaniak (FAM Chełmno) Sławomir Żeromiński (Broń Radom)                |
| waga piórkowa (do 57 kg)          | Tomasz Nowak (GKS Jastrzębie)        | Krzysztof Kosedowski (Legia Warszawa)      | Janusz Ołdak (Gwardia Wrocław) Andrzej Zaniewicz (Czarni Słupsk)           |
| waga lekka (do 60 kg)             | Kazimierz Adach (Czarni Słupsk)      | Dariusz Kosedowski (Legia Warszawa)        | Sławomir Kaczmarek (Gwardia Łódź) Piotr Marcinkowski (Gwardia Warszawa)    |
| waga lekkopółśrednia (do 63,5 kg) | Bogdan Gajda (Legia Warszawa)        | Andrzej Kobryń (Gwardia Wrocław)           | Henryk Rychłowski (Stoczniowiec Gdańsk) Zbigniew Turski (Czarni Słupsk)    |
| waga półśrednia (do 67 kg)        | Kazimierz Szczerba (Legia Warszawa)  | Jacek Olejniczak (Gwardia Łódź)            | Andrzej Dobosz (Gwardia Warszawa) Adam Piwowarski (Carbo Gliwice)          |
| waga lekkośrednia (do 71 kg)      | Andrzej Krysiak (Igloopol Dębica)    | Leszek Czarny (Gwardia Wrocław)            | Mirosław Kuźma (Zawisza Bydgoszcz) Edward Maj (Wisła Kraków)               |
| waga średnia (do 75 kg)           | Henryk Petrich (Legia Warszawa)      | Wojciech Pawłowski (Mazur Ełk)             | Czesław Dawiec (Czarni Słupsk) Andrzej Ogonowski (Gwardia Warszawa)        |
| waga półciężka (do 81 kg)         | Stanisław Łakomiec (Błękitni Kielce) | Grzegorz Pracki (Legia Warszawa)           | Stanisław Czerniszewski (Broń Radom) Marek Ejsmont (Igloopol Dębica)       |
| waga ciężka (do 91 kg)            | Grzegorz Skrzecz (Gwardia Warszawa)  | Wiesław Dyła (Górnik Sosnowiec)            | Janusz Czerniszewski (Legia Warszawa) Zenon Kruszyna (Wisła Kraków)        |
| waga superciężka (powyżej 91 kg)  | Marek Pałucki (Czarni Słupsk)        | Roman Ślusarczyk (Stal-Stocznia Szczecin)  | Marian Klass (Wybrzeże Gdańsk) Norbert Kwapik (Walka Zabrze)               |